# Winter World University Games 2025/Teilnehmer (Mongolei)
| Gelbes Symbol für Goldmedaillen mit stilisierten Olympischen Ringen | Graues Symbol für Silbermedaillen mit stilisierten Olympischen Ringen | Braundes Symbol für Bronzemedaillen mit stilisierten Olympischen Ringen |
| ------------------------------------------------------------------- | --------------------------------------------------------------------- | ----------------------------------------------------------------------- |
| —                                                                   | —                                                                     | —                                                                       |

Die Mongolei nahm an den Winter World University Games 2025 in Turin teil.

## Teilnehmer nach Sportarten

### Eiskunstlauf
| Athleten             | Wettbewerbe | Kurzprogramm/ Rhythmustanz | Kurzprogramm/ Rhythmustanz | Kür           | Kür           | Gesamt | Gesamt |
| Athleten             | Wettbewerbe | Punkte                     | Rang                       | Punkte        | Rang          | Punkte | Rang   |
| -------------------- | ----------- | -------------------------- | -------------------------- | ------------- | ------------- | ------ | ------ |
| Frauen               |             |                            |                            |               |               |        |        |
| Mischeel Otgonbaatar | Einzel      | 18,91                      | 34                         | ausgeschieden | ausgeschieden | 18,91  | 34     |

### Shorttrack
| Athleten                 | Wettbewerbe    | Qualifikation | Qualifikation | Vorlauf | Vorlauf | Viertelfinale | Viertelfinale | Halbfinale | Halbfinale | Finale | Finale | Rang |
| Athleten                 | Wettbewerbe    | Zeit          | Rang          | Zeit    | Rang    | Zeit          | Rang          | Zeit       | Rang       | Zeit   | Rang   | Rang |
| ------------------------ | -------------- | ------------- | ------------- | ------- | ------- | ------------- | ------------- | ---------- | ---------- | ------ | ------ | ---- |
| Frauen                   |                |               |               |         |         |               |               |            |            |        |        |      |
| Gereltuja Battulga       | 500 m          | —             | —             |         |         |               |               |            |            |        |        |      |
| Gereltuja Battulga       | 1000 m         | —             | —             |         |         |               |               |            |            |        |        |      |
| Gereltuja Battulga       | 1500 m         | —             | —             | —       | —       |               |               |            |            |        |        |      |
| Männer                   |                |               |               |         |         |               |               |            |            |        |        |      |
| Mönch-Erdene Erdenebileg | 500 m          |               |               |         |         |               |               |            |            |        |        |      |
| Mönch-Erdene Erdenebileg | 1000 m         |               |               |         |         |               |               |            |            |        |        |      |
| Mönch-Erdene Erdenebileg | 1500 m         | —             | —             | —       | —       |               |               |            |            |        |        |      |
| Mönch-Erdene Garmaa      | 500 m          |               |               |         |         |               |               |            |            |        |        |      |
| Mönch-Erdene Garmaa      | 1000 m         |               |               |         |         |               |               |            |            |        |        |      |
| Mönch-Erdene Garmaa      | 1500 m         | —             | —             | —       | —       |               |               |            |            |        |        |      |
| Borchu Mönchbajar        | 500 m          |               |               |         |         |               |               |            |            |        |        |      |
| Borchu Mönchbajar        | 1000 m         |               |               |         |         |               |               |            |            |        |        |      |
| Borchu Mönchbajar        | 1500 m         | —             | —             | —       | —       |               |               |            |            |        |        |      |
|                          | 5000 m Staffel |               |               |         |         |               |               |            |            |        |        |      |

### Ski Alpin
| Athleten                | Wettbewerbe  | 1. Lauf     | 1. Lauf | 2. Lauf     | 2. Lauf | Gesamt      | Gesamt |
| Athleten                | Wettbewerbe  | Zeit        | Rang    | Zeit        | Rang    | Zeit        | Rang   |
| ----------------------- | ------------ | ----------- | ------- | ----------- | ------- | ----------- | ------ |
| Frauen                  |              |             |         |             |         |             |        |
| Itgel Amartuvshin       | Riesenslalom | 1:53,31 min | 80      | 1:40,59 min | 68      | 3:33,90 min | 68     |
| Itgel Amartuvshin       | Slalom       | 1:09,92 min | 60      | 1:08,01 min | 56      | 2:17,93 min | 56     |
| Sondorbayar Altanzul    | Riesenslalom | 1:26,21 min | 74      | DNF         | DNF     | DNF         | DNF    |
| Sondorbayar Altanzul    | Slalom       | 1:03,83 min | 59      | 58,35 s     | 54      | 2:02,18 min | 54     |
| Männer                  |              |             |         |             |         |             |        |
| Usuk-Ireedui Otgonbayar | Riesenslalom | DNF         | DNF     | DNF         | DNF     | DNF         | DNF    |
| Usuk-Ireedui Otgonbayar | Slalom       | 1:05,35 min | 58      | 1:07,40 min | 43      | 2:12,75 min | 43     |

### Skilanglauf
| Athleten              | Wettbewerbe                 | Zeit        | Rang |
| --------------------- | --------------------------- | ----------- | ---- |
| Frauen                |                             |             |      |
| Nomin-Erdene Barsnyam | 10 km Freistil              | 32:48,8 min | 51   |
| Nomin-Erdene Barsnyam | 20 km Massenstart klassisch | 1:21:07,3 h | 27   |
| Männer                |                             |             |      |
| Khuslen Ariunjargal   | 10 km Freistil              | 27:10,6 min | 65   |
| Khuslen Ariunjargal   | 20 km Massenstart klassisch | DNF         | DNF  |
| Zolbayar Otgonlkhagva | 10 km Freistil              | 28:10,5 min | 79   |

| Athleten              | Wettbewerbe      | Qualifikation | Qualifikation | Viertelfinale | Viertelfinale | Halbfinale    | Halbfinale    | Finale        | Finale        | Rang |
| Athleten              | Wettbewerbe      | Zeit          | Rang          | Zeit          | Rang          | Zeit          | Rang          | Zeit          | Rang          | Rang |
| --------------------- | ---------------- | ------------- | ------------- | ------------- | ------------- | ------------- | ------------- | ------------- | ------------- | ---- |
| Frauen                |                  |               |               |               |               |               |               |               |               |      |
| Nomin-Erdene Barsnyam | Sprint klassisch | 4:20,75 min   | 61            | ausgeschieden | ausgeschieden | ausgeschieden | ausgeschieden | ausgeschieden | ausgeschieden | 61   |
| Männer                |                  |               |               |               |               |               |               |               |               |      |
| Khuslen Ariunjargal   | Sprint klassisch | 3:30,55 min   | 73            | ausgeschieden | ausgeschieden | ausgeschieden | ausgeschieden | ausgeschieden | ausgeschieden | 73   |
| Zolbayar Otgonlkhagva | Sprint klassisch | DSQ           | DSQ           | DSQ           | DSQ           | DSQ           | DSQ           | DSQ           | DSQ           | DSQ  |

### Snowboard
| Athleten           | Wettbewerbe           | Qualifikation | Qualifikation | Achtelfinale  | Achtelfinale  | Viertelfinale | Viertelfinale | Halbfinale    | Halbfinale    | Finale/Platz 3 | Finale/Platz 3 | Rang |
| Athleten           | Wettbewerbe           | Zeit          | Rang          | Gegner        | Zeit          | Gegner        | Zeit          | Gegner        | Zeit          | Gegner         | Zeit           | Rang |
| ------------------ | --------------------- | ------------- | ------------- | ------------- | ------------- | ------------- | ------------- | ------------- | ------------- | -------------- | -------------- | ---- |
| Männer             |                       |               |               |               |               |               |               |               |               |                |                |      |
| Gansorig Ganbaatar | Parallel-Riesenslalom | 1:26,63 min   | 33            | ausgeschieden | ausgeschieden | ausgeschieden | ausgeschieden | ausgeschieden | ausgeschieden | ausgeschieden  | ausgeschieden  | 33   |
| Gansorig Ganbaatar | Parallel-Slalom       | 1:36,26 min   | 29            | ausgeschieden | ausgeschieden | ausgeschieden | ausgeschieden | ausgeschieden | ausgeschieden | ausgeschieden  | ausgeschieden  | 29   |